# Curopos
Curopos is een plaats (freguesia) in de Portugese gemeente Vinhais en telt 350 inwoners (2007).